# Louisiana Purchase Exposition
Louisiana Purchase exposition uofficielt kendt som Verdensudstillingen i St. Louis var en Verdensudstilling afholdt i St. Louis, USA i 1904, for at fejre hundredåret for Louisiana-købet. Udstillingen varede fra 30. april til 1. december 1904.
Udstillingens område på 4,9 kvadratkilometer, designet af George Kessler, var placeret i Forest Park og dele af Wahington Universitys campus, og var den største udstilling på den tid. Der var godt 1.500 bygninger sammenbundet af godt 120 kilometer veje og stier.
Der var udstillinger fra 62 lande, USAs regering og 43. af de dengang 45 amerikanske stater.

## Bygninger
Som ved World's Columbian Exposition i Chicago i 1893, var de fleste bygninger ved udstillingen midlertidige konstruktioner, der kun skulle stå i et til to år. De blev bygget af et billigt materiale, der bestod af gips og hampfibre. På trods af dette står flere af bygningerne endnu.
The Palace of fine arts, designet af Cass Gilbert, havde en stor indendørs skulpturpark inspireret af det romerske Caracalla Badene. Det huser i dag St. louis kunstmuseum.
Udstillingens administrationsbygning er i dag Brookings Hall, en del af Washington University. En kopi af bygningen blev rejst ved Northwest Missouri State University grundlagt i 1905 i Maryville, Missouri.
Festival Hall indeholdt verdens største Orgel på den tid. Efter udstillingen blev det købt af John Wanamaker og indbygget i Wanaker's, der var det første Stormagasin i Philadelphia.

## Nye Madvare
En del madvare blev præsenteret og populariseret på udstillingen for første gang. Heriblandt, Isvafler, Hotdogs, Iste, Jordnødesmør, Candyfloss og Dr. Pepper

## Sommer-OL 1904
Sommer-OL 1904 var en dal af udstillingen i St. Louis. Det var det første OL der blev afholdt i USA. Sportsarrangementerne var spredt over flere måneder, og blev overskygget af verdensudstillingen. Med høje rejseudgifter valgte mange europæiske atleter ikke at stille op. Heller ikke de moderne olympiske leges grundlægger Pierre de Coubertin mødte op.

## Deltagende Lande

### Lande med egne bygninger
|                  | Land           | Bygning                                                               | Senere brug                                                  |
| ---------------- | -------------- | --------------------------------------------------------------------- | ------------------------------------------------------------ |
| Argentina        | Argentina      | En rekonstruktion af 3. og 4. fag af Casa Rosada                      |                                                              |
| Belgien          | Belgien        | En stor, gammel flamsk konstruktion med en 39,9 meter høj kuppel      | Brugt som Bryggeri ved en glasfabrik i St. Louis             |
| Brasilien        | Brasilien      | Stor bygning med en 41,4 meter høj kuppel.                            |                                                              |
| Canada           | Canada         | En gotisk Henry VII bygning                                           |                                                              |
| Sri Lanka        | Ceylon         | En model af Dalada Maligwa, et kendt Buddha tempel.                   |                                                              |
| Cuba             | Cuba           | Typisk villa fra Havana.                                              |                                                              |
| Frankrig         | Frankrig       | Model af Grand Tanion fra Versailles med en indhegnet have.           |                                                              |
| Guatemala        | Guatemala      | Lille kolonial bygning                                                |                                                              |
| Holland          | Holland        | Model af en hollands villa fra det 18. århundrede                     |                                                              |
| Indien           | Indien         | En model af Itmad-ud-Daula med minaretter i hvert hjørne.             |                                                              |
| Italien          | Italien        | Model af en romersk villa                                             |                                                              |
| Japan            | Japan          | 7 store bygninger i en japansk have.                                  | Nogle af bygningerne blev flyttet til New York.              |
|                  | Mexico         | To etagers kolonialt hus, med et tårn i midten                        |                                                              |
| Nicaragua        | Nicaragua      | Den mindste udenlandske bygning. En kopi af en spansk villa.          |                                                              |
|                  | Persien        | En Pavillon i haven til Palace of Varied Industries.                  |                                                              |
| Thailand         | Siam           | En model af Ben Chama templet i Bangkok                               |                                                              |
| Storbritannien   | Storbritannien | En model af orangeriet ved Kensington Palace i London                 |                                                              |
| Sverige          | Sverige        | Et Svensk bondehus                                                    | Købt af Bethany College i Lindenborg, en svensk by i Kansas. |
| Tyske Kejserrige | Tyskland       | En model af centrale dele af Schloss Charlottenburg i Berlin.         |                                                              |
| USA              | USA            | 43 stater ud af 45 stater havde hver deres bygning.                   |                                                              |
| Østrig           | Østrig         | En bygning kaldet Moderne Kunst, der indeholdt skulpture og malerier. |                                                              |

### Andre Lande
| - Australien - Bulgarien - Colombia - Costa Rica - Danmark - Egypten - Etiopien | - Grækenland - Haiti - Honduras - Monaco - New Zealand - Norge - Peru - Portugal | - Rumænien - Rusland - El Salvador - Rhodesia - Spanien - Schweiz - Tyrkiet - Uruguay - Venezuela |